# Alejandrina Caro
Alejandrina Caro Graciani (Madrid, 24 de noviembre de 1864 - Madrid, 19 de diciembre de 1946) fue una actriz española.

## Biografía
Nació en Madrid, en 1864. Debuta en 1880, en el teatro. Estuvo casada con el actor Paulino Delgado Suárez con el que procreó una hija la actriz Julia Delgado Caro, quedando viuda el 26 de junio de 1896. En segundas nupcias contrajo matrimonio con el actor Ángel Sala Leyda con el que procreó dos hijos los actores Salvador Caro y Fernando Sala Caro. 
Falleció el 19 de diciembre de 1946 en Madrid.

## Filmografía
- La reina mora (1937)
- Porque te vi llorar (1941)